# Rock My Life
Rock My Life è il terzo album in studio della cantante tedesca Jeanette Biedermann, pubblicato nel 2002 a nome Jeanette.

## Tracce
1. Rock My Life – 3:57
2. Right Now – 3:21
3. Jean – 4:31
4. Don't Treat Me Badly – 3:16
5. Win Your Love – 3:19
6. To Fall in Love – 3:29
7. Love from Start to Finish – 3:11
8. Heartbeat – 3:44
9. Flight Tonight – 4:38
10. Tell Me – 3:35
11. Upright – 3:06
12. Let's Party Tonight – 3:07
13. You're Nothing Better – 3:07
14. Heaven Can't Lie – 3:25
15. We've Got Tonight (con Ronan Keating) – 3:38
16. So Deep Inside (traccia nascosta) – 3:48